# Books of Blood
Pour plus de détails, voir Fiche technique et Distribution.
Books of Blood est un film d'horreur américain réalisé par Brannon Braga et sorti en 2020.

## Fiche technique
Sauf indication contraire, les informations mentionnées dans cette section peuvent être confirmées par la base de données cinématographiques IMDb,  présente dans la section « Liens externes ».
- Titre original : Books of Blood
- Réalisation : Brannon Braga
- Scénario :
- Direction artistique :
- Costumes :
- Montage :
- Musique :
- Production :
- Sociétés de production :
- Société de distribution :
- Pays d'origine :  États-Unis
- Langue originale : anglais
- Format :
- Genres : horreur
- Durée :
- Dates de sortie :
  - États-Unis : 6 octobre 2020 (Screamfest)
7 octobre 2020 (Hulu)

## Distribution
- Britt Robertson (VF : Camille Donda) : Jenna
- Anna Friel (VF : Laurence Dourlens) : Mary
- Rafi Gavron (VF : Adrien Antoine) : Simon
- Yul Vazquez (VF : Damien Ferrette) : Bennett
- Freda Foh Shen (en) (VF : Yumi Fujimori) : Ellie
- Nicholas Campbell (VF : Patrick Raynal) : Sam
- Andy McQueen (en) (VF : Eilias Changuel) : Steve
- Kenji Fitzgerald (VF : Alexandre Nguyen) : Gavin
- Paige Turco (VF : Emmanuèle Bondeville) : Nicole
- Saad Siddiqui (VF : Nessym Guetat) : Dan
- Glenn Lefchak (VF : Arnaud Bedouët) : Balsam
- Brett Rickaby (VF : Sébastien Finck) : Bookman
- Matt Bois (VF : Didier Cherbuy) : Peter
- Étienne Kellici (VF : Lucille Boudonnat) :  Miles
- Cory Lee (en) (VF : Julie François) : Chelsea

 Source et légende : version française (VF) sur RS Doublage